# Arrêt Nold
Pour les articles homonymes, voir Nolde.
L'arrêt rendu le 14 mai 1974 dans l'affaire J. Nold, Kohlen- und Baustoffgroßhandlung contre Commission des Communautés européennes (ou plus simplement arrêt Nold, affaire 4/73) par la Cour de justice des Communautés européennes (ou CJCE) est l'une des bases de la jurisprudence du droit communautaire. Cet arrêt pose le principe du respect par les Communautés des droits fondamentaux, tels que souscrits et définis par les États membres dans leurs traditions constitutionnelles. 
Ces droits humains font donc partie intégrante des principes généraux du droit dont la Cour doit assurer le respect (quand bien-même ils ne seraient pas explicitement inscrits dans des Traités): si la CJCE confirme la primauté du droit communautaire sur les droits nationaux, celle-ci se trouve de fait limitée par le respect d'un « socle commun de valeurs » (entre autres, la Convention européenne des droits de l'homme). Réciproquement, l'intérêt général défendu par les Communautés ne saurait cependant être subordonné à des intérêts économiques particuliers.

## Faits
Dans une décision du 21 décembre 1972, la Commission européenne autorise de nouvelles règles de vente pour la société de charbonnages Ruhrkohle AG. Celle-ci peut désormais subordonner la vente de charbon à la conclusion de contrats de deux ans minimum, et ce pour un volume minimal de 6 000 tonnes par an.
La société J. Nold, Kohlen- und Baustoffgroßhandlung, petit grossiste opérant essentiellement à destination des particuliers, s'estime dès lors lésée par cette décision, ses volumes de vente étant bien en deçà des quantités exigées. Elle attaque donc la Commission devant la CJCE pour en réclamer l'annulation, au motif notamment que ses droits fondamentaux seraient violés, son exclusion du marché du charbon mettant son activité économique en péril.

## Décision de la CJCE

### Affaire
La Cour répond que si les droits fondamentaux sont bien défendus par les traditions constitutionnelles des États membres, la défense de ceux-ci ne saurait s'appliquer (ou se subordonner) aux intérêts particuliers de la survie d'une seule compagnie, car i) les nouvelles conditions imposées sont égales pour tous les clients de la Ruhrkohle et ii) dans un contexte économique normal, c'est à l'entreprise de s'adapter aux conditions du marché (qui définit là l'intérêt général), plutôt que l'inverse.
La plainte est donc rejetée.

### Droits fondamentaux
Cette décision fait suite aux arrêts Stauder et Internationale Handelsgesellschaft, dans lesquels la Cour évoque pour la première fois les « droits fondamentaux de la personne y compris […] les principes généraux du droit communautaire, dont la Cour assure le respect ». La protection des droits humains doit dès lors « être assurée dans le cadre de la structure des objectifs de la Communauté ». Ces arrêts consacrent la reconnaissance des droits fondamentaux comme principes généraux, que la Cour de justice se doit de protéger dans le champ rétréci des compétences communautaires; manière pragmatique de réduire le déficit démocratique dont souffraient déjà à l'époque les Communautés.
Dès lors, en se référant pour la première fois explicitement aux instruments internationaux de protection des droits de l'homme (ici, la Convention européenne des droits de l'homme), la Cour profite de cette décision pour réaffirmer de manière claire le devoir de protection des communautés vis-à-vis de leurs citoyens : « la Cour est tenue de s'inspirer des traditions constitutionnelles communes aux États membres et ne saurait, dès lors, admettre des mesures incompatibles avec les droits fondamentaux reconnus et garantis par les Constitutions de ces États » (cons. 13).
Cet arrêt sera maintes fois confirmé et affiné par la suite, notamment par le biais des arrêts Rutili, Hauer et Wachauf.

## Référence
1. ↑  Affaire 29/69 du 12 novembre 1969, Erich Stauder contre Ville d'Ulm – Sozialamt
2. ↑  Affaire 11/70 du 17 décembre 1970, Internationale Handelsgesellschaft mbH contre Einfuhr- und Vorratsstelle für Getreide und Futtermittel
3. ↑  Affaire 36/75 du 28 octobre 1975, Ruttili c/ Ministre de l'Intérieur.
4. ↑  Affaire 44/79 du 12 décembre 1979, Liselotte Hauer/Land Rheinland-Pfalz.
5. ↑  Affaire 5/88 du 13 juillet 1989, Hubert Wachauf contre Bundesamt für Ernährung und Forstwirtschaft.